# Nunzio Galantino
Nunzio Galantino (Cerignola, 16 agosto 1948) è un vescovo cattolico italiano, dal 2 ottobre 2023 presidente emerito dell'Amministrazione del patrimonio della Sede Apostolica.

## Biografia
Nunzio Galantino è nato il 16 agosto 1948 a Cerignola, provincia di Foggia e diocesi di Cerignola e Ascoli Satriano (oggi diocesi di Cerignola-Ascoli Satriano), in Puglia, nella Repubblica Italiana.

### Formazione e ministero sacerdotale
Dopo aver frequentato il seminario diocesano di Ascoli Satriano, ha compiuto gli studi del ciclo istituzionale presso il seminario regionale di Benevento, conseguendovi il baccalaureato in teologia nel 1972.
Ha ricevuto l'ordinazione sacerdotale il 23 dicembre 1972, nella cattedrale di san Pietro Apostolo a Cerignola, per imposizione delle mani di Mario Di Lieto, vescovo di Cerignola e Ascoli Satriano; si è incardinato come presbitero dell'omonima diocesi.
Dopo l'ordinazione sacerdotale, dal 1972 al 1977 è stato vicerettore del seminario di Foggia ed assistente dell'Azione Cattolica Ragazzi. Ha proseguito gli studi presso l'Università degli Studi di Bari conseguendo, nel 1974, la laurea in filosofia con una tesi intitolata L'antropologia di Bonhoeffer come premessa al suo impegno politico.
Dal 1974 al 1977 è stato anche docente al Pontificio Seminario Regionale di Benevento, mentre nel 1975 ha ottenuto l'abilitazione all'insegnamento di filosofia e scienze umane per scuole medie superiori dello Stato, insegnandovi dal 1978 al 1985 storia e storia della filosofia.
Dal 1978 al 1979 è stato professore inviato della Pontificia facoltà teologica dell'Italia meridionale di Napoli; nel 1981 ha conseguito il dottorato di ricerca in teologia dogmatica presso la stessa facoltà, nella Sezione San Luigi, divenendo lo stesso anno professore incaricato, incarico svolto fino al 1982. Ha ottenuto, quindi, nel 1985, il dottorato in teologia con una tesi intitolata La storicità come fedeltà alla terra in Dietrich Bonhoeffer. È divenuto poi professore aggiunto (1988–1989), associato (1991–1992), straordinario (1995–1996) e infine ordinario dal 2002 fino al 2012 quando è divenuto professore emerito.
Dal 1977 al 2011 è stato parroco della parrocchia di San Francesco d'Assisi a Cerignola, vicario episcopale per la pastorale, per la cultura e la formazione permanente. Sempre dal 1977, è stato docente di antropologia presso la Pontificia facoltà teologica dell'Italia meridionale e dal 2001 ordinario della medesima cattedra; mentre nel 2004 è divenuto responsabile del Servizio nazionale per gli Studi Superiori di Teologia e di Scienze Religiose della CEI.
Il 1º agosto 1996 papa Giovanni Paolo II gli ha conferito il titolo onorifico di Cappellano di Sua Santità.
È noto per aver "promosso la conoscenza del pensiero di Antonio Rosmini".

### Ministero episcopale
Il 9 dicembre 2011 papa Benedetto XVI lo ha nominato vescovo di Cassano all'Jonio; è succeduto a Vincenzo Bertolone, S.d.P., trasferito alla sede metropolitana di Catanzaro-Squillace il 25 marzo precedente. Ha ricevuto la consacrazione episcopale il 25 febbraio 2012, presso la Cattedrale di san Pietro Apostolo a Cerignola, per imposizione delle mani del cardinale Angelo Bagnasco, arcivescovo metropolita di Genova, assistito dai co-consacranti monsignori Felice di Molfetta, vescovo di Cerignola-Ascoli Satriano, e Vincenzo Bertolone, suo predecessore. Ha preso possesso della diocesi durante una cerimonia svoltasi presso la Basilica della Natività della Beata Vergine Maria del Lauro a Cassano all'Ionio il 10 marzo seguente.
Il 23 gennaio 2013 si è recato, assieme agli altri membri dell'episcopato calabrese, in visita ad limina apostolorum in Vaticano, discutendo con il pontefice della situazione e dei problemi relativi alla sua diocesi.
Il 28 dicembre 2013 papa Francesco lo ha nominato segretario generale ad interim della Conferenza Episcopale Italiana lasciandolo, per esplicita richiesta del vescovo, alla guida della diocesi di Cassano allo Jonio; è succeduto a Mariano Crociata, precedentemente nominato vescovo di Latina-Terracina-Sezze-Priverno.
Il 25 marzo 2014 è stato nominato segretario generale della Conferenza Episcopale Italiana ad quinquennium, perciò il 28 febbraio 2015 ha rinunciato alla guida pastorale della diocesi di Cassano all'Jonio per dedicarsi interamente al suo nuovo incarico, divenendone vescovo emerito; gli è succeduto Francesco Savino, del clero di Bari-Bitonto.
Il 15 marzo 2018 ha rilasciato un'intervista a Famiglia Cristiana sul rapporto tra mafia e Massoneria nella quale dichiarava che «tutto ciò che da singoli o gruppi attenta al Bene comune a vantaggio di pochi non può essere accettato». Pur non avendo criticato il papa per il mancato ripristino della scomunica latae sententiae per i cattolici – e specialmente per gli ecclesiastici – che aderivano alla Massoneria, l'intervista ha suscitato una dura replica da parte di Stefano Bisi.
Il 26 giugno 2018 papa Francesco gli ha affidato l'incarico di presidente dell'Amministrazione del patrimonio della Sede Apostolica, l'organismo che si occupa di amministrare i beni della Santa Sede e di fornire i fondi necessari al funzionamento della Curia romana; è succeduto al cardinale Domenico Calcagno, dimissionario per raggiunti limiti di età.
Lo stesso pontefice lo ha nominato membro della Commissione di materie riservate, il cui scopo è stabilire su quali atti di natura economica è necessario mantenere la riservatezza, il 29 settembre 2020 e presidente della neoistituita Fondazione per la sanità cattolica, il 6 ottobre 2021.
Il 2 ottobre 2023 è cessato dall'incarico di presidente dell'Amministrazione del patrimonio della Sede Apostolica, per raggiunti limiti di età, e il 15 novembre seguente ha lasciato anche l'incarico di presidente della Fondazione per la sanità cattolica; gli è succeduto in entrambi gli incarichi il presbitero salesiano Giordano Piccinotti, fino ad allora sottosegretario dell'Amministrazione del patrimonio della Sede Apostolica.

## Stemma e motto

### Blasonatura
Partito: nel 1º d'azzurro, all'aquila proveniente dall'ambone medievale della chiesa madre di Cerignola, posata in maestà su di una colonnina con capitello in figura di testa umana, e reggente un leggio, il tutto di marmo al naturale e cimato da un libro aperto, caricato delle lettere Alfa e Omega di rosso; nel 2º d'oro, al destrocherio di carnagione vestito di bianco, uscente dal fianco sinistro dello scudo, ed impugnante un giglio di giardino al naturale. Lo scudo accollato a una croce astile trifogliata d'oro, gemmata di quattro pezzi d'azzurro, e timbrato da un cappello prelatizio a sei nappe per lato, il tutto di verde.

### Motto
Il motto Inclina cor meum in testimonia tua (Inclina il mio cuore verso i tuoi insegnamenti.) è tratto dai Libri sapienziali, i Salmi (Sal 119:36).

## Genealogia episcopale e successione apostolica
La genealogia episcopale è:
- Cardinale Scipione Rebiba
- Cardinale Giulio Antonio Santori
- Cardinale Girolamo Bernerio, O.P.
- Arcivescovo Galeazzo Sanvitale
- Cardinale Ludovico Ludovisi
- Cardinale Luigi Caetani
- Cardinale Ulderico Carpegna
- Cardinale Paluzzo Paluzzi Altieri degli Albertoni
- Papa Benedetto XIII
- Papa Benedetto XIV
- Papa Clemente XIII
- Cardinale Enrico Benedetto Stuart
- Papa Leone XII
- Cardinale Chiarissimo Falconieri Mellini
- Cardinale Camillo Di Pietro
- Cardinale Mieczysław Halka Ledóchowski
- Cardinale Jan Maurycy Paweł Puzyna de Kosielsko
- Arcivescovo Józef Bilczewski
- Arcivescovo Bolesław Twardowski
- Arcivescovo Eugeniusz Baziak
- Papa Giovanni Paolo II
- Cardinale Carlo Maria Martini, S.I.
- Cardinale Dionigi Tettamanzi
- Cardinale Angelo Bagnasco
- Vescovo Nunzio Galantino

La successione apostolica è:
- Vescovo Francesco Oliva (2014)
- Vescovo Luigi Mansi (2016)

## Onorificenze
- 2015: Premio Pompeo Sarnelli.[15]

## Opere
- Nunzio Galantino, Grazia Calandriello, Validità di una psicoterapia del significato, Ercolano (Benevento), Poligrafico campano, [1977?]
- Nunzio Galantino, Storicità come fedeltà alla terra in Dietrich Bonhoeffer. Estratto dalla tesi di laurea in teologia settore dogmatico, Napoli, Morcelliana, 1985
- Il Concilio venti anni dopo, vol. 3: Il rapporto Chiesa-mondo, a cura di Nunzio Galantino, Roma, A.V.E., 1986
- Nunzio Galantino, Antropologia contemporanea in prospettiva catechetica, Napoli, D'Auria, [1986?]
- Nunzio Galantino, Coscienza storica, interpretazione e verità, Roma, A.V.E., 1988
- Augusto Cavadi, Nunzio Galantino, Enrico Guarneri, Alla ricerca dell'uomo: lineamenti di antropologia filosofica, Palermo, Augustinus, 1988
- Nunzio Galantino, Aniceto Molinaro, Pier Paolo Portinaro, L'agire responsabile. Lineamenti di etica filosofica, Palermo, Augustinus, 1991; 1992 I rist.
- Nunzio Galantino, Dire "uomo" oggi. Le nuove vie dell'antropologia filosofica, Cinisello Balsamo, Edizioni Paoline, 1993
- Metodologia teologica. Avviamento allo studio e alla ricerca pluridisciplinari, a cura di Giuseppe Lorizio e Nunzio Galantino, Cinisello Balsamo, San Paolo, 1992; 1997 II ed.; 2004 III ed. completam. riv. e aggiornata ("Universo teologia" 28)
- Antonio Rosmini, Delle cinque piaghe della Santa Chiesa, testo ricostruito nella forma ultima voluta dall'autore, con saggio introduttivo e note di Nunzio Galantino, Cinisello Balsamo, San Paolo, 1997
- Nunzio Galantino, Giuseppe Lorizio, Sapere l'uomo e la storia. Interpretazioni rosminiane, Cinisello Balsamo, San Paolo, 1998
- Nunzio Galantino, Antonio Trupiano, Dietrich Bonhoeffer. Storia profana e crisi della modernità, Cinisello Balsamo, San Paolo, 2000
- Nunzio Galantino, Sulla via della persona. Percorsi di Antropologia filosofica, Napoli, Tipolitografia Laurenziana, 2001
- Nunzio Galantino, Il riformismo rosminiano e la sua condanna. Istanze reali e letture strumentali, in Rosmini e Gioberti pensatori europei, a cura di G. Beschin e L. Cristellon, Brescia, Morcelliana, 2003, pp. 325–342
- Nunzio Galantino, Tra adulti "narcisisti" e giovani "senza progetto", in Di generazione in generazione. La difficile costruzione del futuro. V Forum del progetto culturale, Bologna, EDB, [2004], pp. 271–274
- Nunzio Galantino, Sulla via della persona. La riflessione sull'uomo: storia, epistemologia, figure e percorsi, Cinisello Balsamo, San Paolo, 2006
- Antonio Rosmini, Le cinque piaghe della Santa Chiesa, apparati e note di Nunzio Galantino, Milano, San Paolo, 2007
- Antonio Trupiano, La via della sapienza in Josef Pieper e Dietrich Bonhoeffer. Interpretazione della realtà e discernimento del bene, presentazione di Donatella Abignente, postfazione di Nunzio Galantino, Assisi, Cittadella, 2010
- Nunzio Galantino, Pensare la persona per servire la persona, in La persona nella città. Per un nuovo progetto di convivenza, a cura di Giulio Parnofiello S.l., Trapani, Il pozzo di Giacobbe, 2010, pp. 77–86
- Sull'anima. È in gioco l'uomo e la sua libertà, a cura di Nunzio Galantino, Assisi, Cittadella, 2011
- Angelo Giuseppe Dibisceglia, Nunzio Galantino, La Chiesa Madre di Cerignola. Storia e documenti nella vita e per la vita di una comunità credente, Foggia, Grenzi, 2011
- Nunzio Galantino, Abitare le parole. Alla ricerca della consapevolezza di sé, Bologna, EDB, [2012]